# Allylcyanacrylat
Allylcyanacrylat ist eine organisch-chemische Verbindung aus der Gruppe der Cyanacrylate und ein Ester des Allylalkohols.

## Verwendung
Allylcyanacrylat wird als Sekundenkleber verwendet. Es ist jedoch von eher untergeordneter Bedeutung, da diese Anwendung von Ethylcyanacrylat dominiert wird. Eine Verwendung im medizinischen Bereich wird erforscht.